# Kateryna Zhydachevska
Kateryna Zhydachevska –en ucraniano, Катерина Жидачевська– (26 de mayo de 1993) es una deportista rumana, de origen ucraniano, que compite en lucha libre. Ganó una medalla de bronce en el Campeonato Europeo de Lucha de 2021, en la categoría de 59 kg.

## Palmarés internacional
| Campeonato Europeo | Campeonato Europeo | Campeonato Europeo | Campeonato Europeo |
| Año                | Lugar              | Medalla            | Categoría          |
| ------------------ | ------------------ | ------------------ | ------------------ |
| 2021               | Varsovia (Polonia) | Medalla de bronce  | 59 kg              |